# Князєв Євген Володимирович
Кня́зєв Євге́н Володи́мирович (нар. 9 серпня 1955, Тульська область, РРФСР, СРСР) — радянський і російський актор і театральний педагог, ректор Театрального інституту імені Бориса Щукіна. Народний артист Росії (2001).

## Фільмографія
Знявся в українських стрічках:
- «Фантастична історія» (1988, молодий Йоганес)
- «Робота над помилками» (1988, Петрушов)
- «Мої люди» (1990, т/ф, 2 с, Ернст).
- «Син батька народів» (Вольф Мессінг)

## Політичні погляди
У березні 2014 року підписав листа на підтримку політики президента Росії Володимира Путіна щодо російської військової інтервенції в Україну..
Фігурант бази «Миротворець».
3 березня 2023 року зачитав провоєнний вірш в стилі совєтської пропаганди про стрілянину в [російського] «мальчіка Фьодора», де використав такі вислови як «фашистській жєлтосіній бєс» та «жовтоблакитний укрорєйх», що містять ознаки розпалювання міжнаціональної ворожнечі та воєнних настроїв.